# Mario Kart Wii
Mario Kart Wii (マリオカートWii, Mario Kāto Wī)  é um jogo eletrônico de corrida desenvolvido pela Nintendo. Anunciado na E3 2007 para o console Wii, foi lançado em abril de 2008. É o sexto jogo da franquia Mario Kart.
Assim como seus edições anteriores, Mario Kart Wii incorpora personagens jogáveis da série Mario, que participam de corridas de kart em 32 pistas de corrida diferentes usando power-ups para dificultar os adversários ou ganhar vantagens. O jogo recebeu críticas positivas após o lançamento, com elogios para o modo online, personagens, jogabilidade, faixas e karts, embora houvesse críticas por sua IA e dificuldade.
O jogo possui vários modos single-player e multiplayer, incluindo uma tela dividida para quatro pessoas. O Multiplayer online via Nintendo Wi-Fi Connection estava disponível no lançamento.
O jogo vem junto com um novo acessório para o Wii, chamado Wii Wheel, semelhante a um volante de um carro, dando a impressão de dirigir como no cotidiano. Este acessório permite um controle mais intuitivo e convencional na hora de jogar (principalmente fazer as curvas).

## Jogabilidade
Mario Kart Wii é um jogo de kart com modos single-player e multiplayer. Os jogadores controlam um dos diversos personagens selecionáveis da franquia Mario e participam de corridas ou batalhas usando karts ou bicicletas em cursos temáticos com base em estágios e fases da franquia Mario. Durante a jogabilidade, o jogador vê a ação de uma perspectiva em terceira pessoa. O jogador pode realizar manobras ao dirigir que produzem impulsos de velocidade, como o drifting.
Durante a condução, o jogador coleta power-ups de caixas de itens colocadas em vários pontos da pista. Esses power-ups permitem que o jogador ataque os oponentes, fazendo com que eles desacelerem ou percam o controle da direção; defendem contra os ataques, ou ganham impulsos em velocidade.

### Controles e suas variações
O jogo pode ser jogado de diferentes formas:
- Com o Wii Remote: Joga com o controle na horizontal, o jogador move o kart ao girar o controle (Sensor de Movimento) e acelera ao apertar o botão 2 do controle, para jogar os itens é pelo D-Pad (para frente: D-Pad Cima; para tras: D-Pad Baixo).[3]
- Com o Wii Remote + Wii Wheel: A única diferença é a adição do volante de plástico que é acoplado no controle para deixar a jogabilidade e a pegada do controle mais confortável.[3]
- Com o Wii Remote + Nunchuk: Joga no formato "tradicional" para o s jogadores do Wii, controlando o Kart apenas pelo analógico e acelera pelo botão A.[3]
- Com o Controle de GameCube: Joga da mesma forma que era jogada o seu antecessor Mario Kart Double Dash, com a diferença de não ter kart em dupla, a maior diferença é a não utilização do controle de movimento (por causa do controle não ter essa função). Basicamente é a jogabilidade mais tradicional vista em todos os outros jogos da franquia.[3]
- Com o Wii Classic Controller: Joga da mesma forma do controle de GameCube.[3]

### Personagens
No âmbito dos personagens, o jogo trouxe 26 personagens jogáveis, sendo 12 liberados de início e 14 podem ser liberados ao longo da gameplay, completando as copas, desde a 50cc até a 150cc Mirror. Alguns desses podem ser desbloqueados caso complete algum requisito no modo online. Desses 14 personagens, 6 são novos (Rosalina, Dry Bowser, Baby Peach, Baby Daisy, Funky Kong, e Mii). Cada personagem sua categoria que varia conforme o tamanho do personagem podendo influenciar na jogabilidade.
| Pequeno        | Medio        | Grande       |
| -------------- | ------------ | ------------ |
| Baby Mario     | Mario        | Wario        |
| Baby Peach     | Luigi        | Waluigi      |
| Toad           | Peach        | Donkey Kong  |
| Koopa Troopa   | Yoshi        | Bowser       |
| Baby Luigi 1   | Daisy 1      | Rei Bu 1     |
| Baby Daisy 1   | Birdo 1      | Rosalina 1   |
| Toadette 1     | Diddy Kong 1 | Funky Kong 1 |
| Quebra-ossos 1 | Bowser Jr 1  | Bowsosso 1   |
| Mii 2          | Mii 2        | Mii 2        |

1: Personagens desbloqueáveis.
2: O tamanho dos Miis variam conforme o tamanho em que o jogador escolheu para seu Mii durante a criação do Mii para o console.

### Modos de Jogo
Os Modos de jogo estão dentro da área Licenças (que substituem os arquivos de salvamento), sendo possível ter múltiplas licenças para poder ser jogadas (é o primeiro Mario Kart a ter múltiplos arquivos de salvamento):
- Grand Prix: O jogador compete em uma copa contra 11 jogadores, podendo usar itens para atingir um ou todos os jogadores, com o fim de chegar em primeiro e ser o campeão da copa. Ao fim da copa, o jogador recebe uma nota pelo seu desempenho, essa nota é usada para poder desbloquear novos karts e personagens.
- Time Trial: Modo onde o jogador corre contra o relógio numa pista (a sua escolha) completamente vazia, apesar de poder aparecer fantasmas correndo pela pista, esses fantasma são, na verdade, os recordes, sejam de outros jogadores (baixados pela internet) seja pelos próprios funcionários na Nintendo (Staff Ghost) que correram pela pista, esses fantasmas servem para incentivar o jogador a bater o recorde da pista.
- Vs Race: Modo Multiplayer Local, o(s) jogador(es) competem da mesma forma do modo Grand Prix.
- Battle: Os jogadores são divididos em 2 times para competirem entre si em um tempo limite, os itens atingem a equipe rival e não sua equipe, os modos dentro dessa batalha podem variar entre ter o maior numero de balões (Ballon Battle) ou ter a maior quantidade de Moedas (Coin Runners)
- Tournament: o jogador compete em um torneio com objetivos específicos.

O jogo teve um modo online através do serviço Nintendo Wi-Fi Connection, nesse modo o jogador joga corridas contra outros jogadores ao redor do mundo e poderia ter amigos para jogar, joga modos de batalha ou pegar fantasmas para o modo Time Trial. A função foi descontinuado em maio de 2014, juntamente com muitos outros jogos de Wii e Nintendo DS que suportavam a jogatina online.

## Desenvolvimento
Mario Kart Wii foi o sexto jogo da franquia Mario Kart, tendo Hideki Konno como produtor do jogo e Shigeru Miyamoto como "Produtor Geral". O jogo teve como base a Utilização de conteúdos que não puderam entrar no Mario Kart DS devido a falta de tempo para terminar o trabalho. Houve um polimento no modo online, para permitir o jogador a jogar online de forma mais fácil. Os Karts em formato de Moto foi uma ideia de Konno para o Mario Kart Double Dash, mas foi rejeitada por "ele (Miyamoto) duvidar da possibilidade do Mario andar de moto", esse projeto teve o codinome de "Mario Kart X", sendo o X de "Extreme".
Mario Kart Wii foi anunciado na E3 2007, nessa E3 foi mostrado o Wii Wheel, a possibilidade de jogar com ate 12 jogadores, novos personagens e circuitos. A data de lançamento também foi revelada para 2008.
O Design do Wii Wheel veio após testarem mais de 30 protótipos, com diferentes formas e tamanhos, mas o foco na época era de ter um controle que se adaptasse a jogabilidade a longo período, ser o mais leve possível, sendo completamente baseado em outros acessórios lançados para o próprio Wii, como o Wii Zapper e o Balance Board. Ainda durante os testes, os dubladores testaram o jogo para poderem escutar os sons e suas vozes sairam do Wii Remote e além disso, alguma subsidiaria (não se sabe ao certo qual), teria pedido que o Wii Wheel fosse compatível com o controle do GameCube, porem, o pedido não foi atendido, pois o jogo já seria jogável com o controle de GameCube, com isso, não viram a necessidade de colocar essa função no controle.
A trilha sonora foi composta pelo Azuka Hayasaki e Ryō Nagamatsu e em 2011 foi distribuída como recompensa para o Club Nintendo no Japão.

## Recepção e Vendas
O jogo recebeu criticas positivas, com media 82 no Metacritic. A EuroGamer deu nota 8/10 elogiando o Wii Wheel como "Ergonomicamente Brilhante" apesar de ser inútil. A IGN deu nota 8,5/10 dizendo que apesar de não ser o melhor Mario Kart, é o Padrao de todo Mario Kart no quesito online. A NintendoLife deu nota 9/10.

Mario Kart Wii vendeu 37,38 milhões de copias, sendo o 2 jogo mais vendido do Wii, atras do Wii Sports, e é o Mario mais vendido do Wii.